# Le Petit-Pressigny
Le Petit-Pressigny ist eine französische Gemeinde mit 307 Einwohnern (Stand: 1. Januar 2022) im Département Indre-et-Loire in der Region Centre-Val de Loire. Sie gehört zum Kanton Descartes im Arrondissement Arrondissement Loches. Die Einwohner werden Petits Pressignois genannt.

## Geographie
Die Gemeinde Le Petit-Pressigny liegt an der Aigronne, etwa 25 Kilometer südsüdwestlich von Loches. An der südlichen Gemeindegrenze verläuft die Muanne. Le Petit-Pressigny wird umgeben von den Nachbargemeinden La Celle-Guenand im Norden, Charnizay im Osten, Preuilly-sur-Claise und Boussay im Süden, Chaumussay im Südwesten sowie Le Grand-Pressigny im Westen.

## Bevölkerungsentwicklung
| Jahr                       | 1962 | 1968 | 1975 | 1982 | 1990 | 1999 | 2011 | 2021 |
| Einwohner                  | 714  | 624  | 532  | 445  | 394  | 366  | 326  | 317  |
| Quellen: Cassini und INSEE |      |      |      |      |      |      |      |      |

## Sehenswürdigkeiten
- Kirche Saint-Pierre aus dem 13. Jahrhundert, Umbauten aus dem 16. Jahrhundert, seit 1926 Monument historique
- Priorat Sainte-Radegonde aus dem 13. Jahrhundert mit Anbauten aus dem 15. Jahrhundert
- Herrenhaus von Ré
- Schloss Les Bordes aus dem 15. Jahrhundert

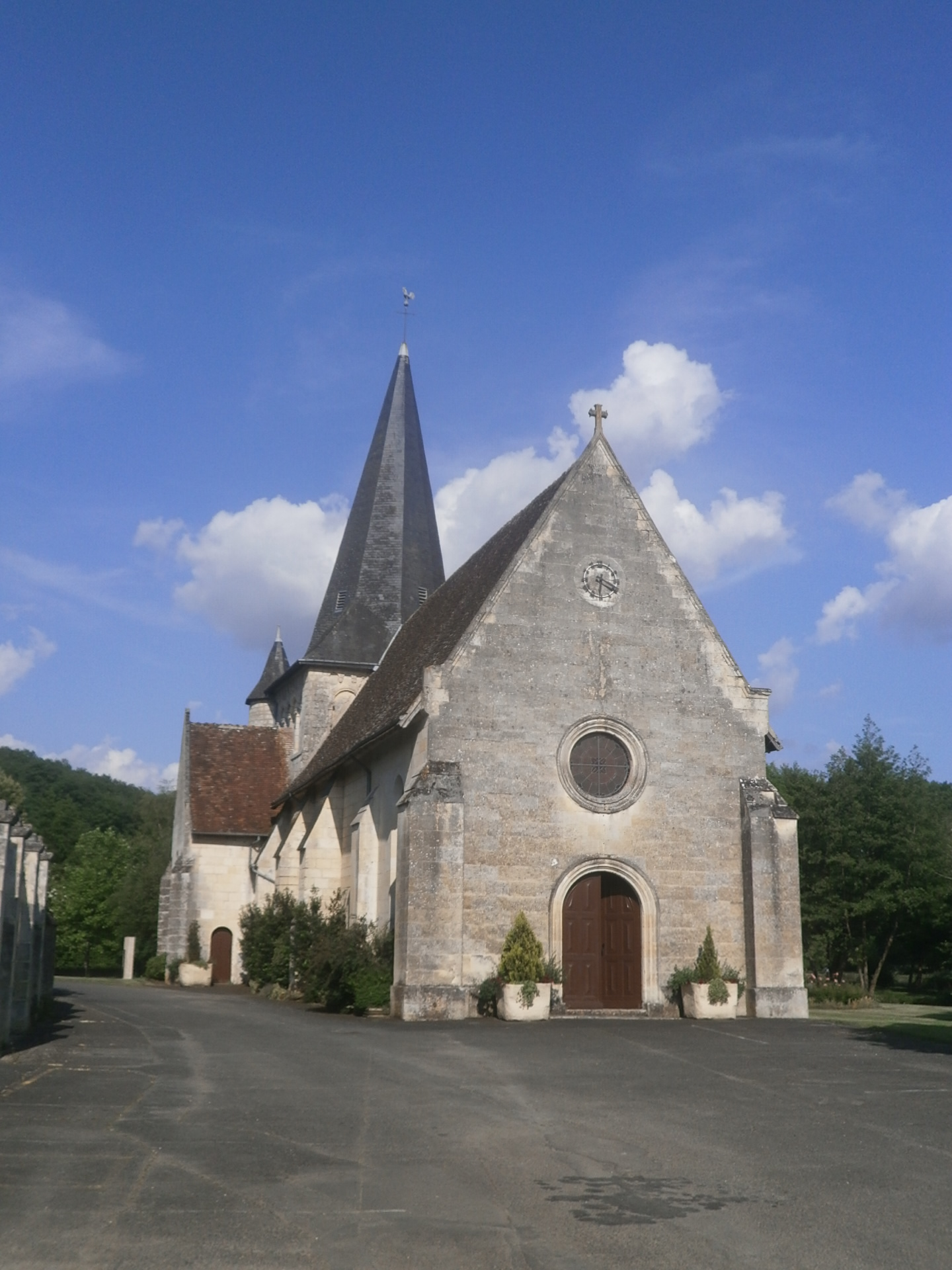
Kirche Saint-Pierre
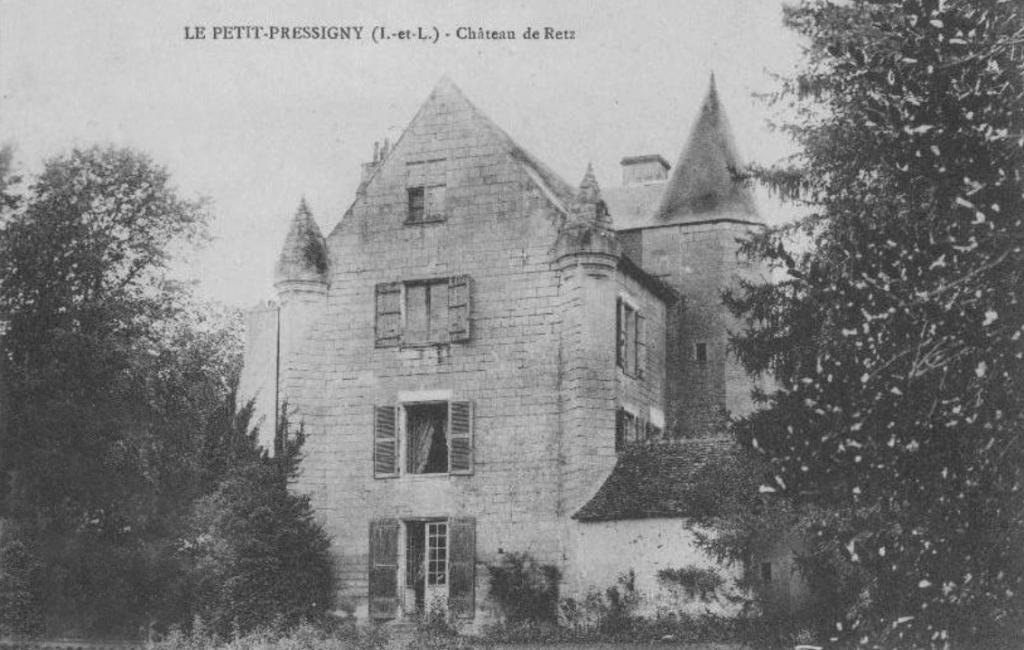
Schloss Retz (Ende des 19. Jahrhunderts)

## Persönlichkeiten
- Axel Kahn (1944–2021), Arzt und Genetiker